# Andrej Kolesnikov (novinář)
Andrej Vladimirovič Kolesnikov (rusky Андрей Владимирович Колесников; * 29. července 1965, Moskva) je ruský novinář, autor série knih o ruském ekonomovi Anatoliji Čubajsovi.
Působil v listu Izvestija a od roku 1988 byl zástupcem redaktora časopisu Novoje vremja. Je také sloupkařem listu Vedomosti.

## Život
Narodil se do rodiny právníků. Absolvoval státní moskevskou právnickou fakultu (1987).
Od roku 1995 pracoval pro časopis Novoje vremja. Od roku 1998 pro list Izvestija.
Dvacet dní poté, co Vladimir Putin 31. prosince 1999 převzal jako úřadující prezident tuto funkci od svého předchůdce Borise Jelcina, přirovnal Kolesnikov Putina k italskému fašistickému vůdci Benitovi Mussolinimu (1883–1945).
Kolesnikov nadále zůstal ostrým kritikem systému, který Putin zavedl.